# Willy Mairesse
Willy Mairesse (1 de outubro de 1928 – 9 de setembro de 1969) foi um automobilista belga que participou de doze Grandes Prêmios de Fórmula 1 entre 1960 e 1965. Seu melhor resultado foi o 3º lugar na Itália em 1960 de Fórmula 1.